# إليزابيث تسوركوف
إليزابيث تسوركوف وتُكتب في بعض المصادر أليزابيث تسوركوف (من مواليد 1985 أو 1986) هي طالبة دكتوراه في تخصّص سياسات الشرق الأوسط وباحثة إسرائيلية. اختُطِفَت إليزابيث في أواخر شهر آذار/مارس 2023 في العاصمة العراقيّة بغداد، ووَجَِهت إسرائيل أصابع الاتهام لكتائب حزب الله الناشِطة في العراق والموالية لإيران في الوقوفِ خلف اختطافها.

## الحياة المُبكّرة
وُلدت إليزابيث تسوركوف في سانت بطرسبرغ، روسيا لأبوين من أصلٍ يهودي تعرّضا للسجنِ في سيبيريا بسبب أنشطتهما ضد النظام السوفيتي. هاجرت عائلتها إلى إسرائيل عندما كانت في الرابعة من عمرها حيثُ عاشت ضمنَ ما يُعرف بالكيبوتس أو التجمّعات السكانية اليهودية. بعد ذلك قرر والداها الانتقال من الكيبوتس إلى مستوطنة كفار الداد لأسباب أيديولوجية. في عام 2004 خضعت تسوركوف لتحول أيديولوجي بعد التعرف على نشطاء حقوق الإنسان من الدول العربية.

## التعليم
حصلت إليزابيث تسوركوف على درجة البكالوريوس في الاتصال و‌العلاقات الدولية من الجامعة العبرية، ودرجة الماجستير في تاريخ الشرق الأوسط من جامعة تل أبيب، وهي طالبة دكتوراه في كلية العلوم السياسية بجامعة برينستون، وزميلة باحثة في معهد نيولاينز للاستراتيجيات والسياسات الأمريكية وفي منتدى التفكير الإقليمي. قامت إليزابيث بعديد البحوث – بما في ذلك الميدانيّة منها – في في العراق و‌لبنان، حيث تُركّز في بحثها على «الجماعات الجهادية».

## المسيرة المهنيّة
تحملُ إليزابيث تسوركوف الجنسيتين الروسية والإسرائيلية حيث حصلت على الأولى بعد ميلادها في روسيا لأبوين يعيشان في نفس البلد ثمّ حصلت على الثانية بعدما هاجرت وعائلتها إلى إسرائيل. أصبحت بحلول عام 2006 وحتى 2008 مساعدةً للوزير السابق ناتان شيرانسكي. بالإضافة لمسارها الدراسي وبحوثها بخصوص الجماعات الفاعِلة في الحروب في الدول العربية وسياسات الشرق الأوسط، فإنّ تسوركوف ناشطة حقوقيّة وتتحدث أربع لغاتٍ هي الروسية و‌العبرية و‌العربية و‌الإنجليزية.

## الاختطاف

### المعلومات الأوليّة
اختُطفت إليزابيث تسوركوف في أواخر آذار/مارس 2023 في العراق من طرفِ ميليشيا شيعيّة تُعرف باسمِ كتائب حزب الله ورغم أنها تنشطُ في العراق إلّا أنها تدينُ بالولاء لإيران حيث تحصلُ على دعمٍ مباشرٍ من فيلق القدس التابع للحرس الثوري. ذكرت مصادر عبريّة أنّ تسوركوف اختُطفت بعد عودتها إلى منزلها من مقهى في حي الكرادة ببغداد، كما أعلنت مصادر عبرية أخرى أنّ الباحثة الإسرائيلية خضعت لعملية جراحية على مستوى الظهر في المدينة. سمحَ مكتب رئيس الوزراء في الخامس من تموز/يوليو 2023 بنشرِ خبر اختطافها، كما أعلنت وزارة الخارجية أنّ إليزابيث تسوركوف لا زالت حيّة، وأنَّ «إسرائيل تَعتبرُ العراق مسؤولًا عن سلامتها».
أيامٌ قليلةٌ من اختطافها، حتى تحدثت وسائل إعلام عراقيةٍ عن «اعتقالِ روسية تحملُ الجنسية الأمريكية»، ويُحتمل أن تكون هي إليزابيث تسوركوف، لكنّ مصادر عراقية أخرى قالت إنّ تسوركوف لا تحملُ الجنسية الأمريكية، وإنما تحمل الجنسيتين الإسرائيلية والروسية. دخلت إليزابيث العراق رغم التحذيرات الإسرائيلية بعدم السفر لهناك، فزارت في البداية إقليم كردستان قبل وصولها إلى بغداد، وفي معرض ردّها على موضوع اختفاءِ الباحثة الإسرائيلية-الروسية قالت السفارة الروسية في بغداد إنها لا تملكُ أي معلوماتٍ تتعلق بإليزابيث حيثُ لا تدري عن جنسيتها ولا عمّا حدث لها في العراق.
ذكرت مصادر عبرية أنّ الحكومة الإسرائيلية تُجري في الوقت الحالي مفاوضاتٍ من أجل إطلاق سراحها عبر عدة قنوات، بما في ذلك الحكومة الروسية والولايات المتحدة وأطراف أخرى.